# Grb Občine Ajdovščina
Grb Občine Ajdovščina je upodobljen na španskem ščitu, s polkrožnim spodnjim delom, zgornji del pa se zaključi v obliki enakokrakega trikotnika, pri čemer ima desna stranica obliko štiri delne oglate forme stolpa, nagnjene za 45 stopinj. 
Zgornji del grba predstavlja rimski stolp s štirimi cinami, kar predstavlja Ajdovščino kot rimsko mesto. Nagnjenost stolpa za 45 stopinj simbolizira burjo, kot klimatsko posebnost občine. Spodnji del stolpa se zaključi s črto v obliki vala, ki se z naraščajočimi razmaki še dvakrat ponovi, tako da spodnji del deli na tri valovita polja, katerih površina se proti dnu grba enakomerno povečuje. Valovi predstavljajo deročo reko Hubelj in geografsko podobo doline, ki je na eni strani obrobljena z visokimi gorskimi grebeni, na drugi pa s kopastim vinorodnim gričevjem.
Zgornji del grba je bele barve. Valovita črta, ki zaključuje njegov zgornji del, je v srebrni barvi, zgornje polje spodnjega dela je svetlo zeleno, srednje zeleno, spodnje pa temno zeleno. Grb je obrobljen s srebrno barvo.
Okrog zunanje črte spodnjega dela grba poteka napis z velikimi tiskanimi črkami v srebrni barvi: OBČINA • AJDOVŠČINA.